# Naturpark Bayerische Rhön
Der Naturpark Bayerische Rhön wurde 1967 gegründet. Der Naturpark liegt in den Landkreisen Bad Kissingen und Rhön-Grabfeld im äußersten Norden Bayerns, unmittelbar am Dreiländereck mit Hessen und Thüringen.

## Geschichte
Der Zweckverband Naturpark Bayerische Rhön wurde am 28. April 1967 gegründet. Am 26. November 1982 erließ das Bayerische Staatsministerium für Landesentwicklung und Umweltfragen die Verordnung über den Naturpark Bayerische Rhön. Am 1. Juni 1997 wurde der Zweckverband in den Verein Naturpark und Biosphärenreservat Bayerische Rhön e. V. (NBR e. V.) umgewandelt. Im Jahr 2014 wurde der bayerische Teil des Biosphärenreservates Rhön in etwa auf die Grenzen des Naturparks Bayerische Rhön vergrößert: von vormals 72.800 ha auf nun 130.500 ha.

## Lage und Grenzen
Der Naturpark wird nach Norden durch die Grenze von Bayern zu Thüringen und Hessen begrenzt, nach Westen durch die Grenze des Landkreises Bad Kissingen zum Landkreis Main-Spessart.
Die Süd- und Südostgrenze verläuft entlang von Verkehrswegen (zu größeren Teilen B 287, abschnittsweise jedoch auch Kreisstraßen und Eisenbahntrassen) dergestalt, dass das Tal der Fränkischen Saale flussaufwärts über Hammelburg bis Bad Neustadt an der Saale noch gerade innerhalb liegt. Nordnordöstlich der Kreisstadt folgt sie in etwa der Streu über Mellrichstadt bis Stockheim, von wo aus sie im Östlichen Rhönvorland in etwa entlang der Gesteinsgrenze vom Buntsandstein im Westen zum Muschelkalk im Osten in Form eines nach Osten offenen Halbkreises zur thüringischen Landesgrenze verläuft. 

## Landschaft
Der Naturpark liegt zwischen Spessart, Vogelsberg, Thüringer Wald, Haßberge und Steigerwald. Er ist geprägt von Mischwald, Fließgewässern, Mooren, Grünland und Trockenbiotopen.

Ausblick vom Himmeldunkberg über den Naturpark Bayerische Rhön

## Informationszentren
- Biosphärenzentrum Rhön „Haus der Langen Rhön“ in Oberelsbach[9][10]
- Biosphärenzentrum Rhön „Haus der Schwarzen Berge“ in Oberbach[9][11]